# الزيارة لسامي اللجمي

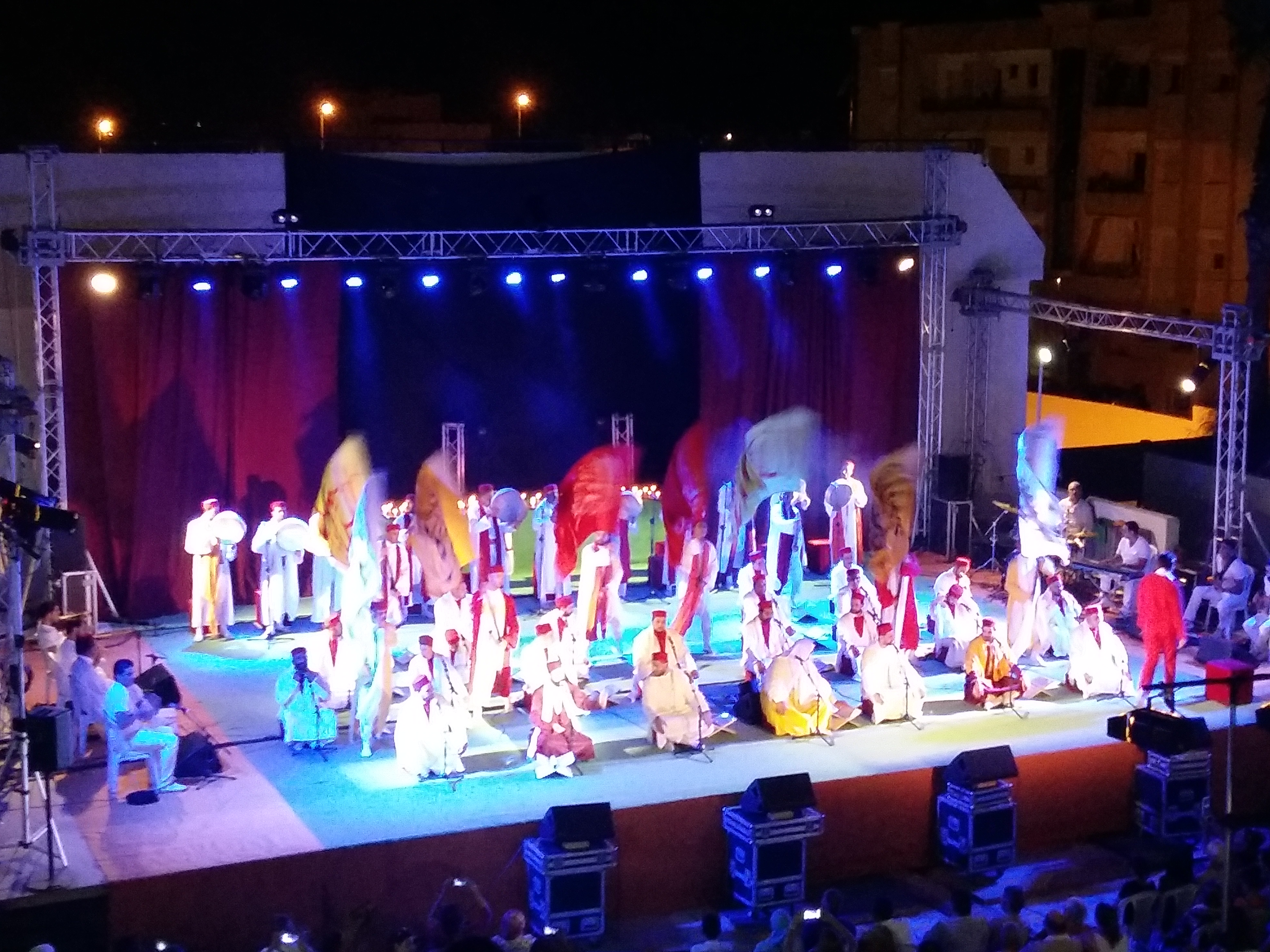
عرض الزيارة لسامي اللجمي في مهرجان بوقرنين سنة 2016

الزيارة  هو عرض غنائي تونسي صوفي و يشارك في تأثيثه قرابة 100 عنصر على الركح، وهذا العرض توزيع الموسيقار وعازف على آلة البيانو سامي اللجمي و يشارك فيه عدة عازفين عالميين وتونسين على غرار مرات ساكاردلي وغوكسال باكتاغير و ثلة من الشباب التونسي أمثال محمد علي شبيل ومهدي عياشي والهادي ميڨاني وسامي بن ضو والمغني التونسي منير الطرودي.